# Vincenzo Maltempo

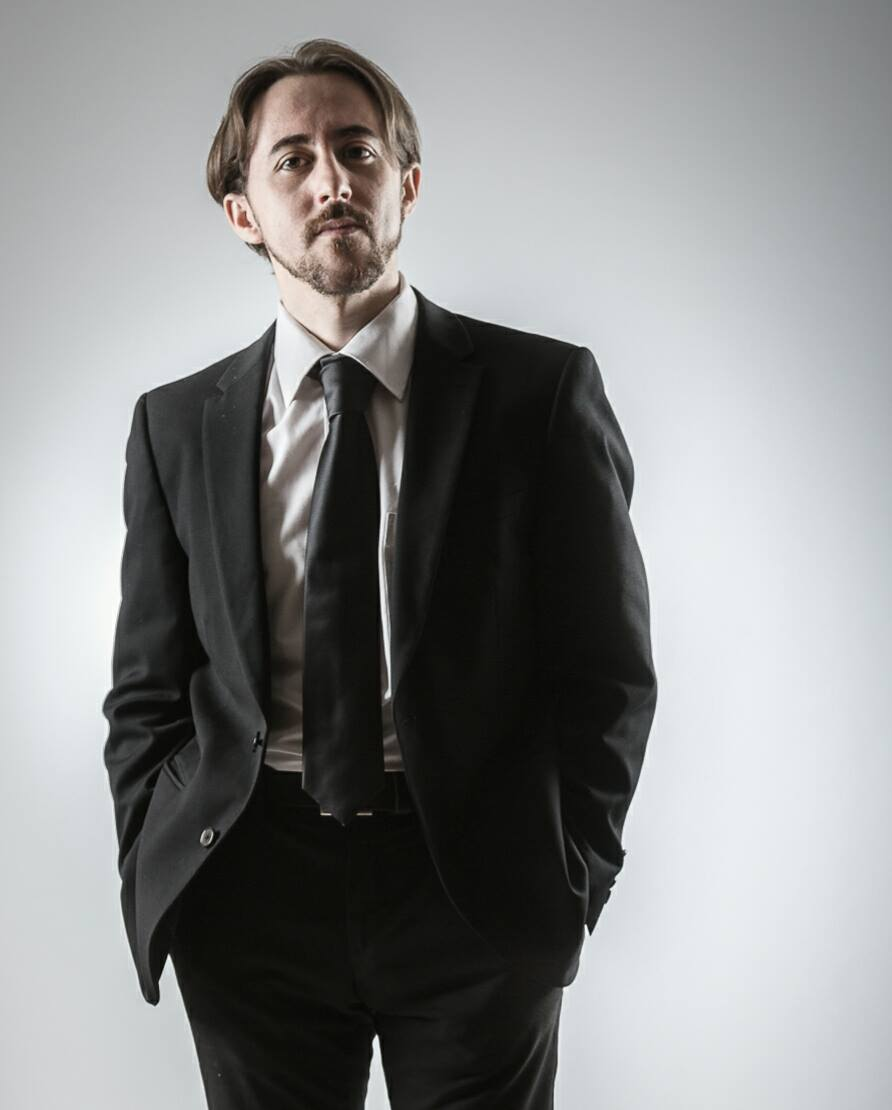
Vincenzo Maltempo

Vincenzo Maltempo (Benevento, 2 luglio 1985) è un pianista italiano.

## Biografia
Intraprende gli studi musicali con Salvatore Orlando, discepolo del pianista Sergio Fiorentino, sotto la guida del quale si diploma presso il Conservatorio "S. Cecilia" di Roma nel 2005, da privatista, con il massimo dei voti e la lode. Dal 2006 al 2009 segue i corsi di Riccardo Risaliti presso l'Accademia pianistica internazionale "Incontri col Maestro" in Imola.
Nel 2006 vince la XXIII edizione del concorso pianistico "Premio Venezia", presso il Teatro La Fenice, e comincia una carriera internazionale di successo, suonando in importanti teatri e festival italiani (Teatro La Fenice di Venezia, Teatro Lirico di Cagliari, Bologna Festival, Filarmonica di Verona e Bologna, Festival MiTo ecc), in Europa, Asia, Messico e USA.
Il suo primo disco viene pubblicato nel 2008 per la Gramola ed interamente dedicato alla musica di Franz Liszt. In seguito, dal 2011, comincia una serie di incisioni con la casa discografica inglese Piano Classics dedicate a Charles Henri Valentin Alkan, compositore del quale è oggi considerato come uno dei più importanti ed attivi interpreti ("Con queste appassionate registrazioni Maltempo conferma il suo posto nella ristretta cerchia dei migliori interpreti di Alkan"). 
I suoi CD ricevono grandi apprezzamenti dalla critica internazionale, ricevendo cinque stelle in riviste come il The Guardian e Diapason. In più egli è uno dei pochi pianisti ad aver registrato e suonato in pubblico in un'unica performance (il 2 novembre 2013 in Yokohama, Minato Mirai Hall, Giappone), il set completo dei 12 Etudes Op. 39 di Alkan.
Le sue registrazioni alkaniane per la Piano Classics includono importanti lavori come la Grande Sonate Op. 33, la Sonatine Op. 61, i Trois Morceaux dans le genre pathétique Op. 15, oltre che l'integrale dei 12 Etudes Op. 39.
Per il suo impegno a favore della diffusione dell'opera di Alkan, viene nominato membro onorario dell'Alkan Society di Londra.
Il suo repertorio va dalla musica barocca alla musica moderna, con una particolare predilezione per la musica del periodo romantico e una certa attenzione per il repertorio meno conosciuto (Alkan, Leopol'd Godovskij, Élie-Miriam Delaborde, Jean-Henri Ravina, Pierre-Joseph-Guillaume Zimmermann, Cécile Chaminade, et al.). Ha pubblicato per la casa editrice berlinese Ries&Erler trascrizioni per pianoforte solo della Seconda Suite dal balleto "Dafni e Cloe" di M. Ravel e della Sinfonia n. 1 di Hans Rott, la prima trascrizione pianistica da concerto di questi due lavori.
È fra i fondatori della "Imola Piano Academy - Talent development Eindhoven", un'accademia pianistica nei Paesi Bassi fondata dal pianista Andrè Gallo in collaborazione con l'Accademia pianistica "Incontri col Maestro" di Imola; ha tenuto corsi di perfezionamento presso l'European Arts Academy "Aldo Ciccolini" di Trani ed è docente di pianoforte principale in conservatorio.

## Premi e riconoscimenti
- Membro onorario della "Alkan Society" di Londra [11]
- Premio Nazionale "Franco Enriquez" 2016 [12]

## Discografia
- F. Liszt: Klavierwerke (Gramola 98861)
- Ch. V. Alkan: Grande Sonate and Piano Solo Symphony (Piano Classics PCL0038)
- Ch. V. Alkan: Le festin d'Esope, Sonatine, Ouverture and Trois Morceaux Op. 15 (Piano Classics PCL0056)
- Ch. V. Alkan: Piano Solo Concerto and Etudes Op. 39 n. 1, 2, 3 (Piano Classics PCL0061)
- Ch. V. Alkan: The complete Vianna da Motta transcriptions (Toccata Classics TOCC0237)
- R. Schumann: Sonata Op. 14, 3 Romanzen, Humoreske (Piano Classics PCL0074)
- Alkan – Chanson de la folle au bord de la mer – A collection of the eccentric piano works (Piano Classics PCL0083)
- Esposito – Music for Violin and Piano (Brilliant Classics 95102)
- Alkan Genius-Enigma – 3CD (Piano Classics PCLM0088)
- Liszt - Hungarian Rhapsodies (Complete) - 2 CD (Piano Classics PCL0108)
- Lyapunov: 12 Études d'Exécution Transcendante, Op. 11 (Piano Classics PCL0124)
- Brahms: Piano Concerto Nos 1 & 2 - Vincenzo Maltempo piano, Mitteleuropa Orchestra, Marco Guidarini conductor (Piano Classics PCL10145)
- Balakirev, Glazunov, Kosenko: Russian Piano Sonatas Vol. 1 (PCL10159)
- L. van Beethoven: Complete Bagatelle, Diabelli & Eroica Variations (Piano Classics PCL10181)
- A. Skrjabin: Complete Piano Sonatas (PCL10168)
- P. Dukas: Complete Piano music (PCL10171)
- Maltempo ha registrato in prima assoluta "Le regret" Valse-Etude mélancolique op.332 di Charles Mayer; questo pezzo veniva di solito attribuito a Fryderyk Chopin come "Valse mélancolique Op. posth.", fino a quando il critico musicale italiano Luca Chierici non ha rivendicato la paternità del lavoro alla penna di Mayer.[13]

## Pubblicazioni
- ·     M. Ravel: Daphnis et Chloé, Orchestral Suite n. 2 (Ries und Erler, Berlin)
- ·     H. Rott: Sinfonie in E (Ries und Erler, Berlin)
- ·     V. Maltempo: Cadenza to the Hungarian Rhapsody No. 2 by F. Liszt (Muse Press)
- ·     R. Wagner: Tristan und Isolde – Prelude (Muse Press)
- ·     3 Piano Transcriptions of songs by Debussy, R. Strauss, Mahler (Muse Press)